# 景禐
景禐（1860年—1911年），又名景瑗，字錦云，号佩珂、闽生，兀扎拉氏，满洲镶蓝旗人，清朝末年政治人物。

## 生平
光绪己卯举人，二十年（1894年），景禐中进士，同年五月，改翰林院庶吉士。光緒二十一年四月，散館，以主事著以部属用。升庶子，侍读学士。光绪二十八年，他任顺天同考官。宣统三年（1911年）以翰林院学士任庆亲王内阁弼德院参议。

## 著作
- 北征集诗草